# Grand-Lancy
Grand-Lancy ist der südöstlich des Aire-Tals gelegene Stadtteil der Gemeinde Lancy im Kanton Genf in der Schweiz. Er besteht aus den Quartierteilen 1er Août, Mairie und Piscine sowie einem Teil des Quartiers La Praille. 
In Grand-Lancy befindet sich das Stade de Genève, einer der Austragungsorte der Fussball-Europameisterschaft 2008 und der Hauptsitz der Genfer Verkehrsbetriebe Transports publics genevois (TPG) mit dem Depot Bachet-de-Pesay.

## Geschichte
Lancy wurde 1097 als Lanciaco erstmals erwähnt. 1731 bis 1732 liess der Pfarrer von Confignon in Grand-Lancy am Standort einer von 1699 bis 1707 erbauten Kapelle die Dreifaltigkeitskirche errichten. 1873 wurden die Römischkatholiken im Zuge des Kulturkampfes aus der Dreifaltigkeitskirche vertrieben. An ihrer Stelle übernahmen die Christkatholiken die Kirche. Eine neue Kultstätte erhielten 1912/13 die Römischkatholiken mit der Kirche Notre-Dame-des-Grâces.
1829 wurde Grand-Lancy durch die Gué-Holzbrücke mit Petit-Lancy verbunden, die 1835 durch eine steinerne Bogenbrücke ersetzt wurde. Der 1954 vom Ingenieur Pierre Trembley erbaute Pont de Lancy ergänzte die das Aire-Tal querende Gué-Brücke. 1924 wurde Grand-Lancy an das Tramnetz angeschlossen. In den 1960er-Jahren verstärkte die Errichtung neuer Wohnquartiere südlich von Grand-Lancy (Les Palettes) den vorstädtischen Charakter des Stadtteils.

## Verkehr
Grand-Lancy wird vom Autobahnzweig A1a erschlossen.
Die Linien L1, L2, L3 und L4 des Léman Express, der S-Bahn im Grossraum Genf, bedienen die Bahnhöfe Lancy-Pont-Rouge und Lancy-Bachet an der 2019 eröffneten Bahnstrecke Genève–Annemasse.

## Bilder

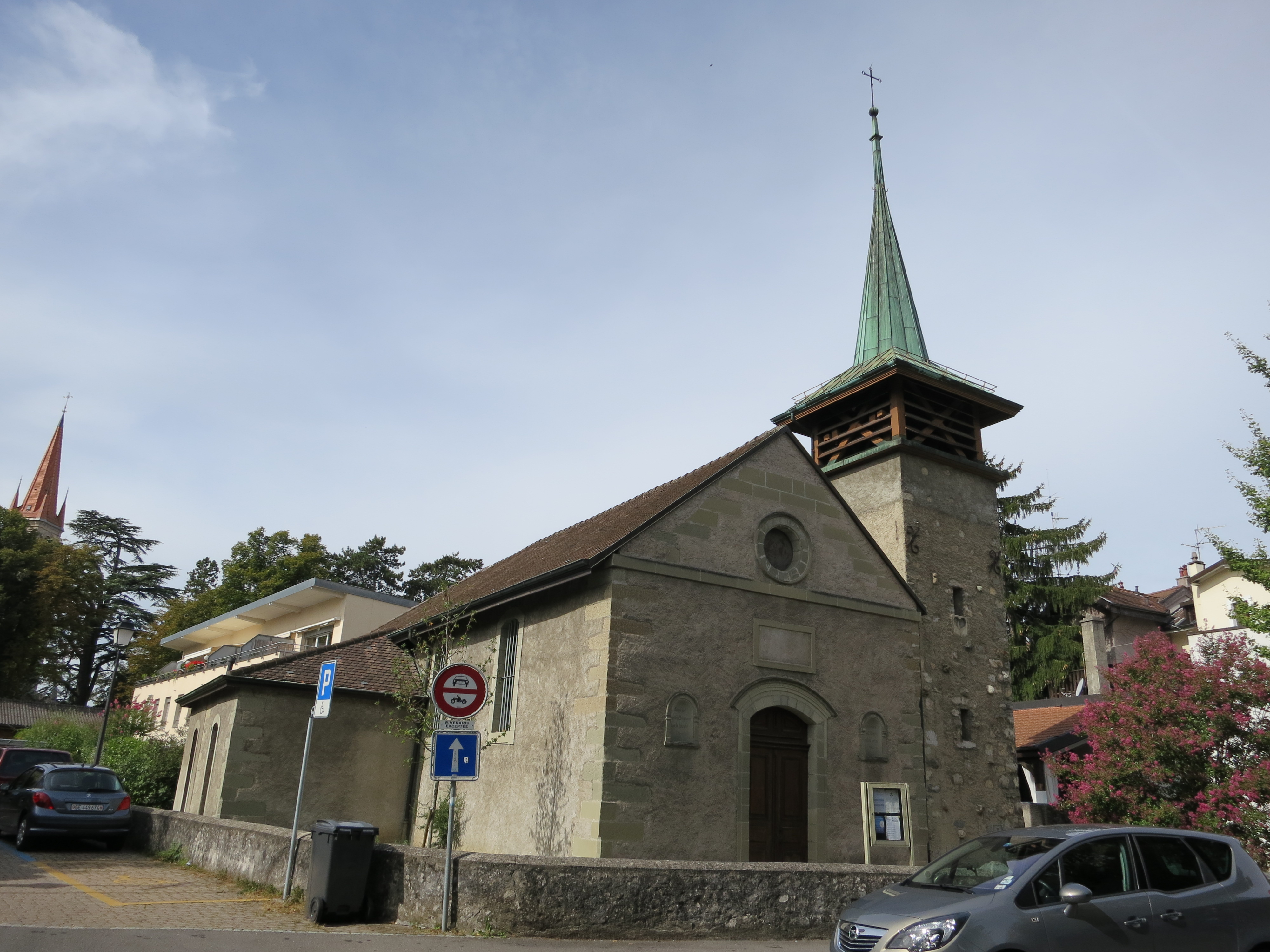
Dreifaltigkeitskirche
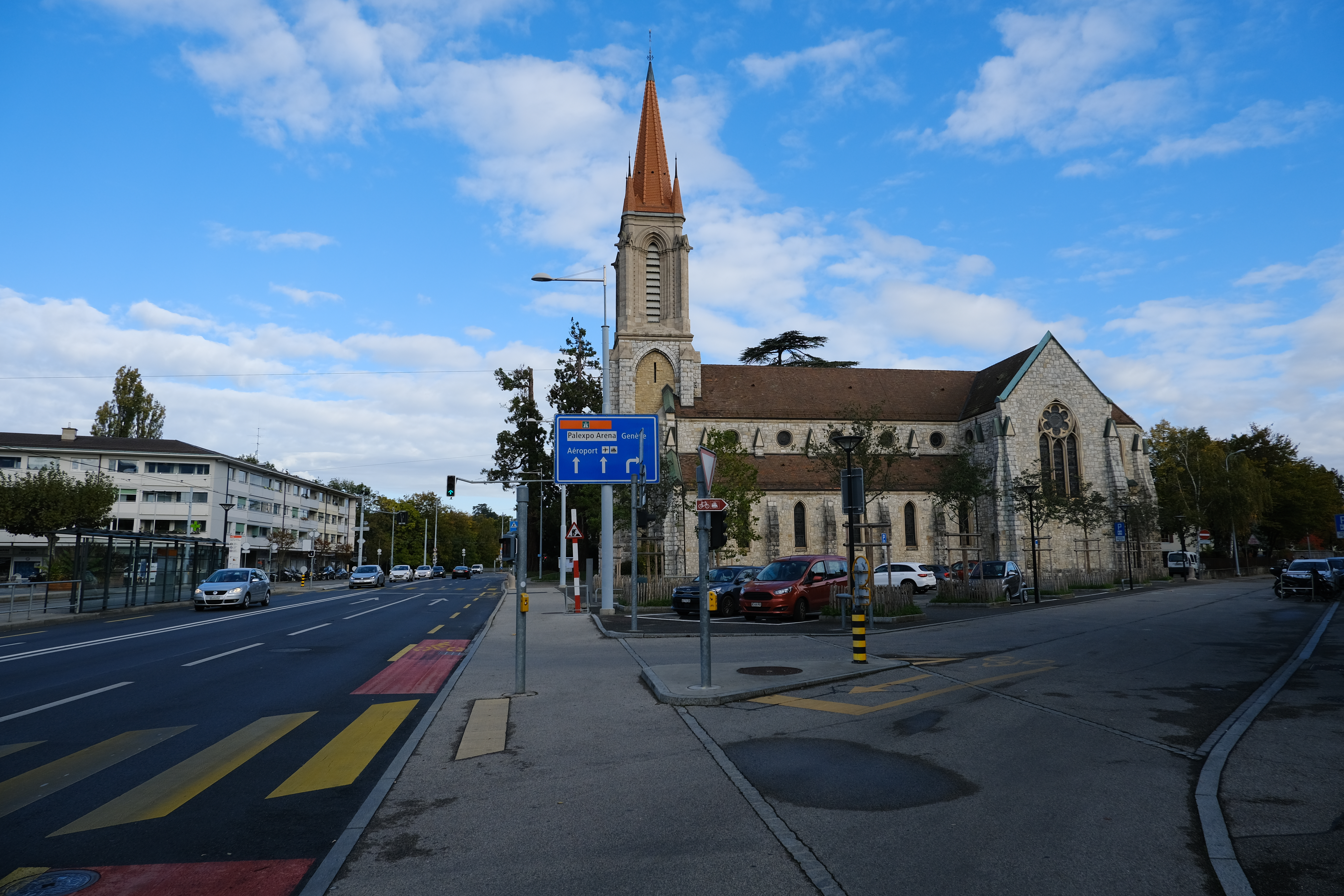
Notre-Dame-des-Grâces
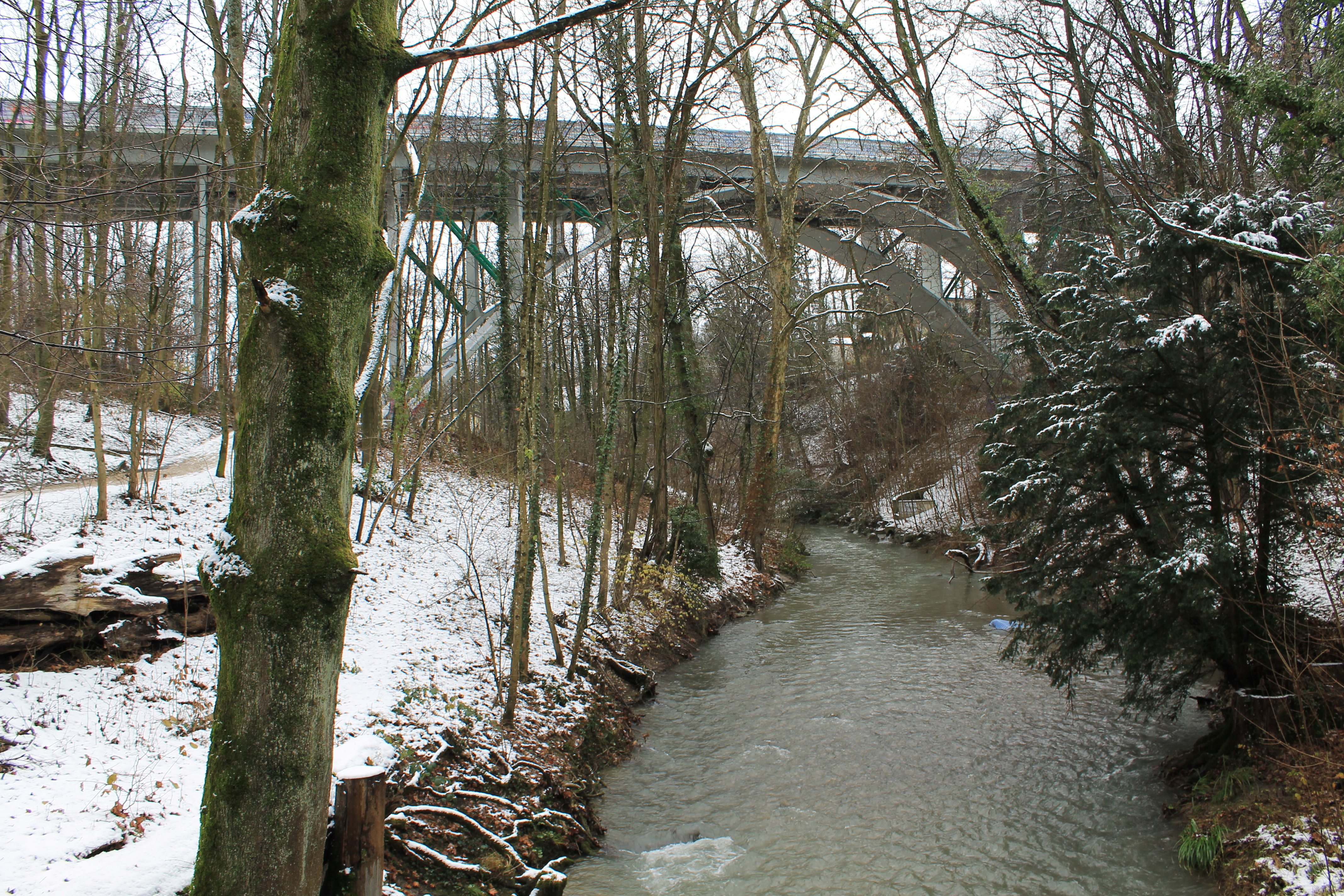
Pont de Lancy über die Aire
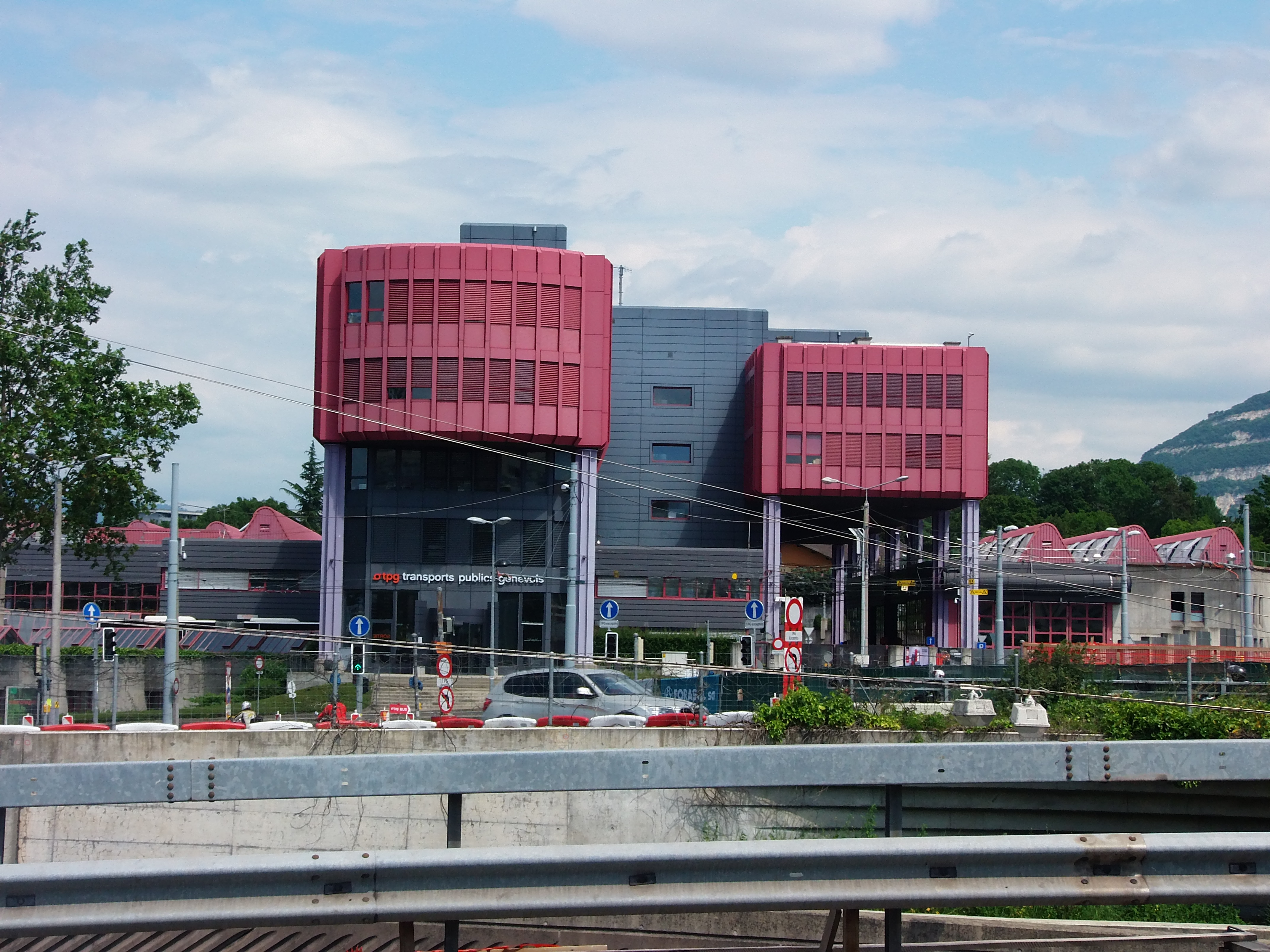
Hauptsitz der Transports publics genevois (TPG)
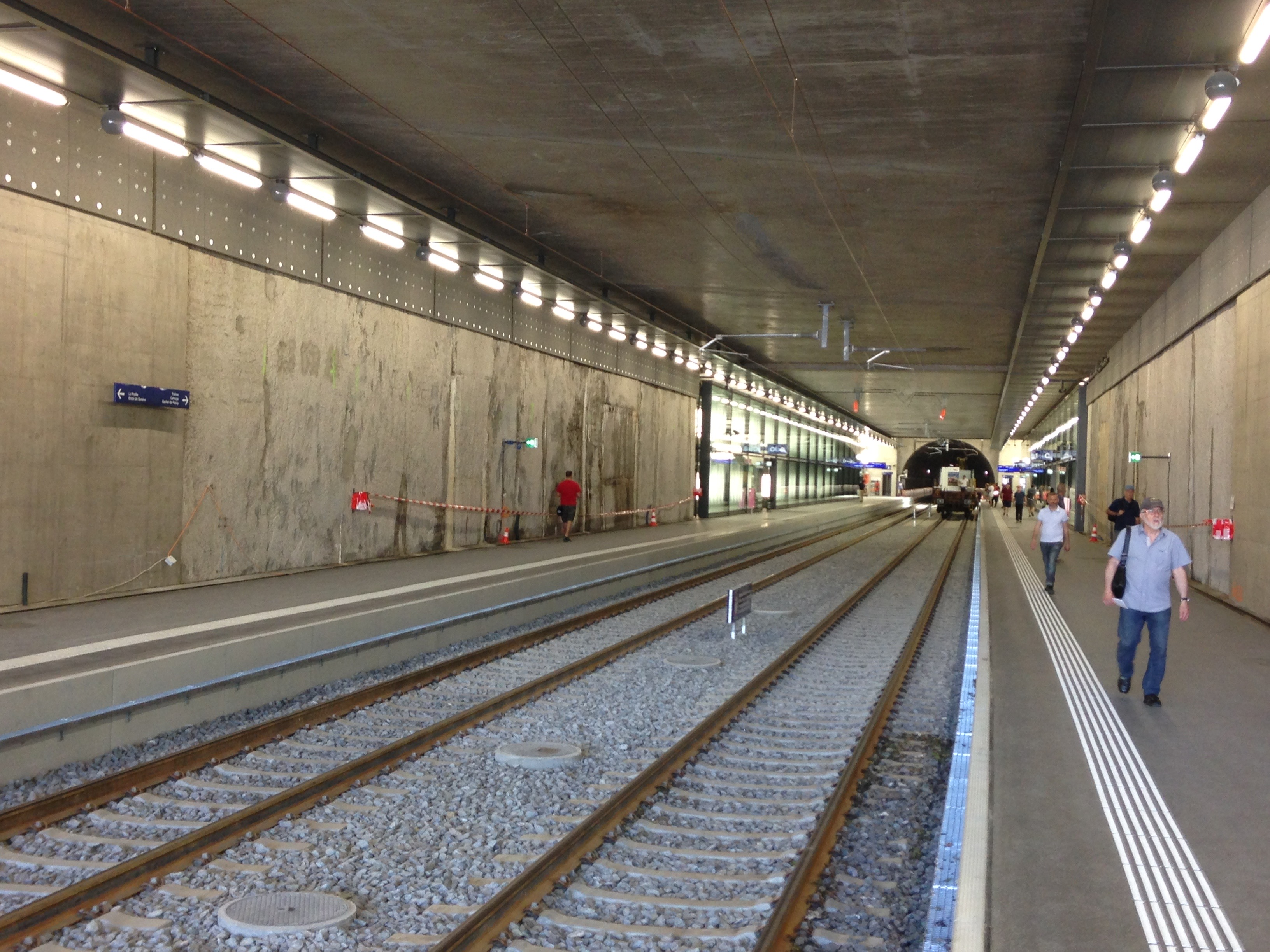
Bahnhof Lancy-Bachet
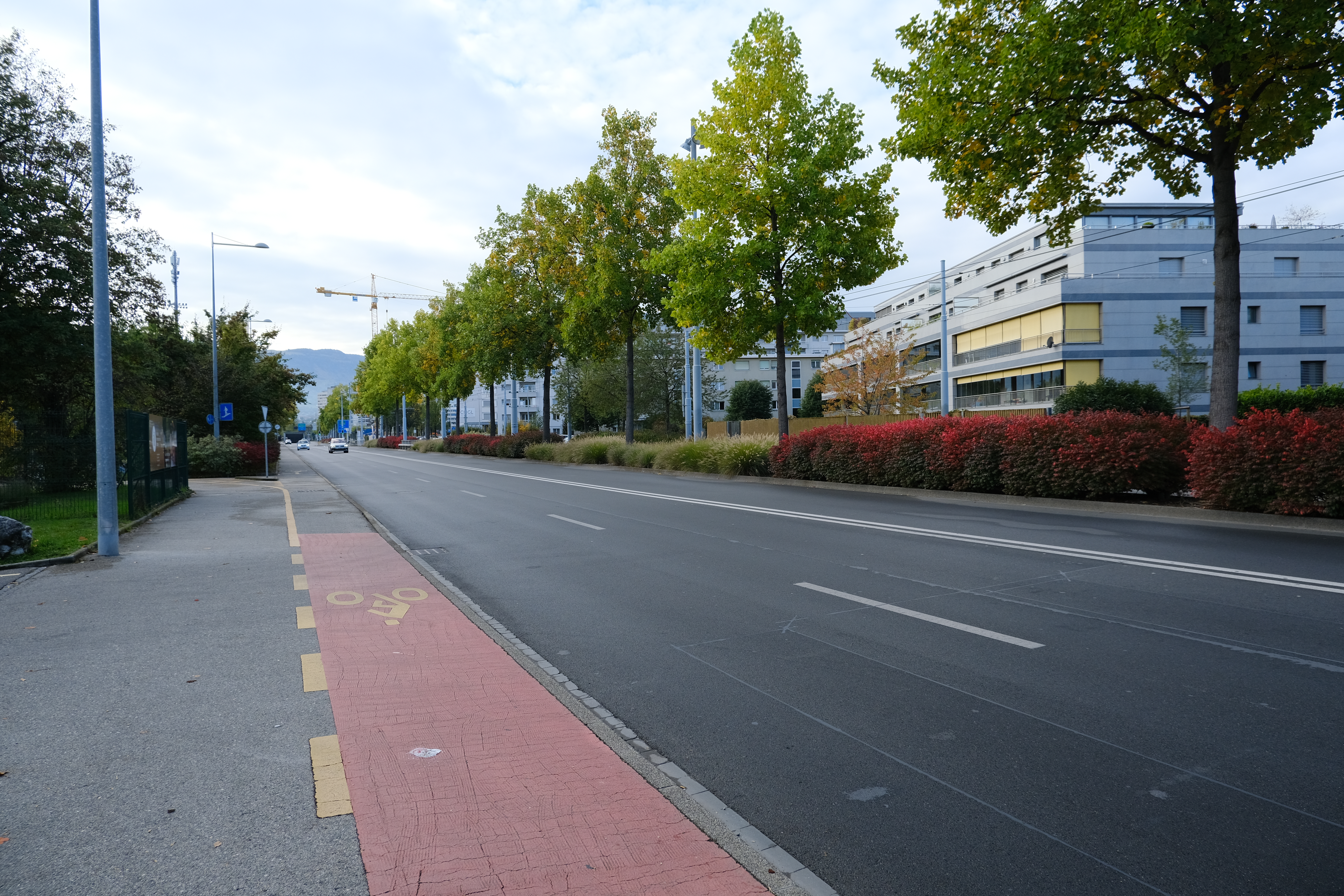
Avenue des Communes Réunies